# NGC 4111
NGC 4111 este o galaxie lenticulară situată în constelația Câinii de Vânătoare. A fost descoperită în 1788 de către William Herschel. Se află la o distanță de 9,55 megaparseci de Pământ.